# 古馬場町
古馬場町（ふるばばちょう）は、香川県高松市中心部の町丁。郵便番号は760-0045。住居表示に関する法律に基づく住居表示は実施されていない。周辺は四国屈指の歓楽街となっている。

## 地理
高松市役所より0.5km、高松市中心部の都心に位置し、東はことでん琴平線の鉄道敷によって区切られ、南は国道11号、西は丸亀町商店街、北は御坊町に面した建物の裏手にあたる町である。ライオン通商店街を中心に歓楽街が広がる夜の街で、通常の飲食店に加え、バーやスナック、高級クラブやキャバクラといった水商売に関する店舗が入居する雑居ビルが密集している。
2010年国勢調査による人口は164人（男67人/女97人）、世帯数は98世帯、面積は4万0132.97m2、人口密度は4086.4人/km2。公立小学校・中学校の校区は全域が高松第一小学校・中学校（小中一貫）に属している。
町内における都市計画法に基づく用途地域は全域が商業地域で、容積率は全域で500%である。
町内には東西の通りが3本存在するが、かつての町名の名残から、それら最も北側の通りを北古馬場、それに倣って中央の通りを中古馬場、南側の通りを南古馬場と呼び、店舗の所在地を表す通称として用いられることがある。目抜き通りはフェリー通りや自転車歩行者専用道路たるライオン通りといったいずれも南北の通りで、その他の道路は通常の街路で中古馬場（西行き）や南古馬場（東行き）はいずれも一方通行である。北古馬場通りは丸亀町商店街で行き止まりとなっている。

## 歴史
町名の由来はかつて当地に馬場があったことによるもので、江戸時代に高松城城下町の一町となった。
文化年間、天保15年、安政4年にそれぞれ描かれた高松城下の絵図では、当町域の北側部分を片フルババマチとしており、明治4年（1871年ごろ）に当町の北側部分と現・御坊町のうちライオン通り以西の部分を町域として、北古馬場町（）が成立している。北古馬場町は戦後の1958年（昭和33年）に北側が御坊町、南側が古馬場町へ編入されて消滅した。
当町は1958年（昭和33年）に一部が丸亀町及び瓦町一丁目〜二丁目へ編入され、同時に北古馬場町の南部、福田町の西部ならびに南新町および東瓦町の各一部を編入した。その後、1964年（昭和39年）には福田町の一部を編入している。

## 主要施設
掲載順は地番の順序による
- サンクス古馬場町店